# Acrocercops zorionella
Acrocercops zorionella là một loài bướm đêm thuộc họ Gracillariidae. Loài này có ở New Zealand.

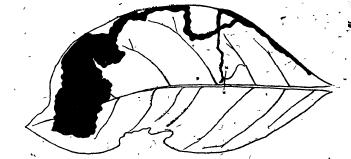
Lá do ấu trùng ăn

Ấu trùng ăn Coprosma grandiflora, Coprosma lucida, Coprosma retusa, Coprosma robusta và Coprosma tenuifolia. Chúng ăn lá nơi chúng làm tổ.

## Hình ảnh

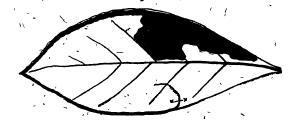
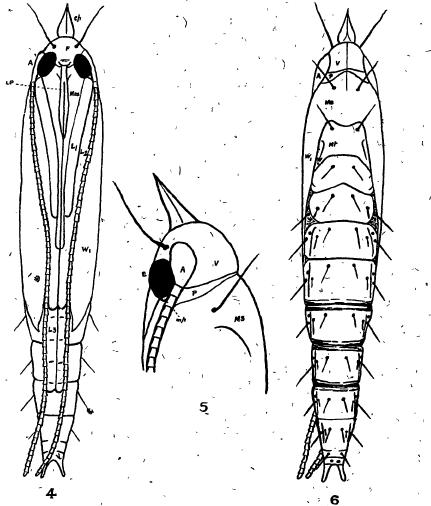